# Reborn (альбом Kavinsky)
Reborn (с англ. — «Возрождение») — второй студийный альбом французского электронного музыканта Kavinsky, выпущенный 25 марта 2022 года на лейблах Record Makers, Astralwerks и Virgin Records. Альбому предшествовали синглы «Renegade» и «Zenith».

## Список композиций
| №                   | Название                                        | Длительность |
| ------------------- | ----------------------------------------------- | ------------ |
| 1.                  | «Pulsar»                                        | 3:34         |
| 2.                  | «Reborn» (featuring Romuald)                    | 3:41         |
| 3.                  | «Renegade» (featuring Cautious Clay)            | 3:18         |
| 4.                  | «Trigger»                                       | 3:39         |
| 5.                  | «Goodbye» (featuring Sébastien Tellier)         | 4:18         |
| 6.                  | «Plasma» (featuring Morgan Phalen)              | 3:54         |
| 7.                  | «Cameo» (featuring Kareen Lomax)                | 4:19         |
| 8.                  | «Zenith» (featuring Prudence and Morgan Phalen) | 4:41         |
| 9.                  | «Vigilante» (featuring Morgan Phalen)           | 3:38         |
| 10.                 | «Zombie» (featuring Morgan Phalen)              | 4:00         |
| 11.                 | «Outsider»                                      | 4:39         |
| 12.                 | «Horizon»                                       | 3:36         |
| Общая длительность: | Общая длительность:                             | 47:17        |

## Участники записи
Кредиты адаптированы из примечаний к Reborn.
- Венсан Белорже - продакшн
- Justice - продакшн
- Антуан Пойетон - звукоинженер, запись
- Луи Бес - помощник инженера, запись
- Майкл Деклерк - сведение
- Chab - мастеринг
- Томас Джумин - обложка
- Romuald – вокал (трек 2)
- Cautious Clay – вокал (трек 3)
- Корентин Кердраон – струнные (треки 4, 6, 11)
- Себастьен Телье – вокал (трек 5)
- Джейд Ли Тай Бач – бэк-вокал (трек 5)
- Morgan Phalen – вокал (треки 6, 8-10)
- Kareen Lomax – вокал (трек 7)
- Bogue – гитара (трек 7)
- Эдриен Солейман – саксофон (трек 8)
- Prudence – вокал (трек 8)
- Эдриан Эделин – гитара  (трек 12)
- Phoenix – вокодер (трек 12)

## Рецензии
| Оценки критиков      | Оценки критиков |
| Источник             | Оценка          |
| -------------------- | --------------- |
| Metacritic           | 67/100          |
| Beats Per Minute     | 79%             |
| Daily Express        | [ 7 ]           |
| Clash                | 8/10            |
| Gigwise              | [ 9 ]           |
| Loud and Quiet       | 9/10            |
| The Line of Best Fit | 8/10            |
| NME                  | [ 12 ]          |

Альбом получил в целом положительные отзывы.

## Чарты
| Чарт                                     | Наивысшая позиция |
| ---------------------------------------- | ----------------- |
| Бельгия/Фландрия (Ultratop)              | 172               |
| Бельгия/Валлония (Ultratop)              | 20                |
| Франция (SNEP)                           | 13                |
| Германия (Offizielle Top 100)            | 64                |
| Шотландия (Scottish Albums Chart)        | 56                |
| Швейцария (Schweizer Hitparade)          | 32                |
| Великобритания (UK Dance Albums Chart)   | 3                 |
| Великобритания (UK Digital Albums Chart) | 45                |